# 香田勲男
香田 勲男（こうだ いさお、1965年5月29日 - ）は、長崎県東彼杵郡東彼杵町出身の元プロ野球選手（投手）、野球指導者、野球解説者・野球評論家。
現役時代には、読売ジャイアンツ（巨人）と近鉄バファローズに在籍。2001年に大阪近鉄バファローズで現役を引退してからは、日本プロ野球（NPB）の3球団（巨人・近鉄・阪神タイガース）や韓国プロ野球（KBO）・斗山ベアーズの投手コーチを経て、2022年1月4日から佐世保市の九州文化学園高等学校で硬式野球部の監督を務めている。

## 経歴

### プロ入り前
1982年、佐世保工業高校の2年生エースとして第64回全国高等学校野球選手権大会に出場。翌年の春夏まで3季連続で甲子園出場を果たし、3回とも初戦を突破。1983年、3年生の春の第55回選抜高等学校野球大会ではベスト8に進出するなど、甲子園通算4勝を挙げた。また同年の夏にも甲子園出場を決めた長崎大会の決勝戦（五島高校戦）ではノーヒットノーランを達成。

### 巨人時代
1983年度ドラフトにて池山隆寛のクジを外した巨人から2位指名を受けて入団。
1985年、6月9日の対中日ドラゴンズ戦（ナゴヤ球場）で初登板を果たし、翌1986年にプロ初勝利を挙げる。しかし、その年のオフに右肩の手術を受けたため、翌1987年1月に支配下選手登録を抹消され、練習生扱いとなる。
しかし、当時近鉄からトレードで加入した有田修三が香田を見て「素晴らしい投手。絶対に一軍で使い続けるべき」とかなり高い評価していた。
1988年、プロ初先発を務めた6月14日の対ヤクルトスワローズ戦（神宮）でプロ初完封を挙げた。この年は先発を中心に27試合に登板して4勝を挙げた。
1989年の日本シリーズではチームが3連敗で迎えた第4戦の先発が、日本シリーズ初登板となった。その前日は報道陣の前では顔色が真っ青であったというが、スローカーブなどの緩急を駆使して完封勝利を挙げた。この香田の快投は大きくシリーズの流れを変えた。両チーム3勝3敗となって迎えた第7戦にも香田は先発登板して勝利投手となり、岡崎郁や後に「トレード相手」となる阿波野秀幸と共にシリーズ優秀選手に選ばれた。なお、第4戦は、過去に香田が受けた肩の手術を執刀したフランク・ジョーブと香田の婚約者も観戦していた。
1990年、自身初の規定投球回数到達を果たし、初の2桁勝利となる11勝を挙げ、巨人投手黄金期の先発陣の一角を担った。8月には月間MVPを受賞。
1991年は6勝に留まった。1992年は5年ぶりに勝利なしに終わった。1993年は2年ぶりに完投を記録するなど復調して8勝した。
1994年は4月30日の阪神戦で4年ぶりの完封勝利を記録するなど4月は2勝するが、5月以降に1勝もできず日本シリーズでも第1戦での敗戦処理の登板のみにとどまり、シーズン終了後の11月7日に阿波野との交換トレードで近鉄バファローズへ移籍。香田自身は、成績が伸びなくなった経緯を、もともと先発ローテーションの「谷間」という意識だったが、ローテーションの柱の投手と並んだと勘違いしたためだと振り返っている。

### 近鉄時代
近鉄でも1995年は2勝、1996年は二軍で防御率1位1.52、最多勝11勝、勝率1位.854と投手三冠を達成するも、一軍ではわずか4試合で内容も悪く未勝利に終わった。しかし、1997年に9勝を挙げるなど復調し、同年のオールスターゲームに監督推薦で出場した。トレードから1996年までの時期について、香田自身は「転換期」だったと振り返っている。
1999年はリリーフに転向して55試合に登板。大塚晶文の故障や、開幕当初は抑えを務めたカルロス・バルデスが不安定だったのを受け、抑えを務めるなど5勝8セーブを記録し、最下位で苦闘したチームのリリーフの柱として活躍した。
2001年、近鉄の優勝に貢献し、日本シリーズにも登板したが、シーズン終了後の11月22日に現役引退を表明。
香田同様に巨人からトレードで近鉄へ移籍してきた、両チームで香田と同僚だったことのある選手に石毛博史らがいるが、香田の姿勢は、石毛らと異なり、トレードに出されたことに感謝しているという。

### 現役引退後
2002年から2年間は近鉄の一軍投手コーチ（ブルペン）を務めた。2003年10月10日に古巣・巨人の投手コーチに就任。2004年・2006年から2007年までは二軍、2005年・2008年から2011年までは一軍（ブルペン）を担当し、内海哲也、山口鉄也を育て上げた。2011年11月1日に巨人を退団。
2012年、フジテレビONEの『プロ野球ニュース』野球解説者、スポーツ報知野球評論家を務めた。11月6日に2013年シーズンより近鉄でコーチ、選手で9年間一緒だった石山一秀が二軍監督を務める韓国プロ野球・斗山ベアーズの二軍投手コーチに就任。石山の一軍監督に就任に伴い、2014年は斗山で一軍ブルペンコーチを務め、石山の解任に伴い、退団。
2014年11月6日に阪神タイガースの二軍投手コーチに就任。
2016年からは、一軍の投手コーチを務める。岩貞祐太は「去年（2015年）の秋季キャンプ時に香田さんと一緒に投球フォームを改造しうまく自分の体にフィットし、コントロールが良くなりました。」と述べ、岩貞は同年は10勝を挙げた。
2019年から再び二軍を担当したが、2020年限りで退団した。
2021年には、GAORAが制作するTigers-aiの阪神戦中継に解説者として出演していた。その一方で、「いつかは地元への恩を野球で返したい」との思いから、同年のシーズン終了後に（日本学生野球協会に加盟する高校・大学の硬式野球部を指導できる）学生野球資格の回復に向けた研修を受講。2021年3月3日付で同協会から資格回復の適性を認定されたところ、地元の佐世保市内にある九州文化学園高校から硬式野球部監督への就任を打診された。佐世保地区だけにとどまらず、長崎県内の中学校から有望な選手が県外の高校へ相次いで進学している状況に危機感を覚えていることもあって、同年12月23日付で監督へ就任。2022年1月に指導を始めてからは、藤田元司（巨人投手時代の監督）のような芯の通った指導者になることを目標に掲げながら、NPB球団のコーチ時代に培った指導法を投手の練習などに反映させている。

## 詳細情報

### 年度別投手成績
| 年 度     | 球 団     | 登 板 | 先 発 | 完 投 | 完 封 | 無 四 球 | 勝 利 | 敗 戦 | セ 丨 ブ | ホ 丨 ル ド | 勝 率 | 打 者 | 投 球 回 | 被 安 打 | 被 本 塁 打 | 与 四 球 | 敬 遠 | 与 死 球 | 奪 三 振 | 暴 投 | ボ 丨 ク | 失 点 | 自 責 点 | 防 御 率 | W H I P |
| --------- | --------- | ----- | ----- | ----- | ----- | -------- | ----- | ----- | -------- | ----------- | ----- | ----- | -------- | -------- | ----------- | -------- | ----- | -------- | -------- | ----- | -------- | ----- | -------- | -------- | ------- |
| 1985      | 巨人      | 1     | 0     | 0     | 0     | 0        | 0     | 0     | 0        | --          | ----  | 4     | 1.0      | 1        | 0           | 0        | 0     | 0        | 1        | 0     | 0        | 0     | 0        | 0.00     | 1.00    |
| 1986      | 巨人      | 13    | 0     | 0     | 0     | 0        | 1     | 0     | 0        | --          | 1.000 | 90    | 22.0     | 14       | 4           | 9        | 1     | 1        | 25       | 1     | 0        | 11    | 10       | 4.09     | 1.05    |
| 1988      | 巨人      | 27    | 11    | 2     | 1     | 0        | 4     | 3     | 1        | --          | .571  | 371   | 93.2     | 73       | 5           | 24       | 3     | 0        | 76       | 1     | 0        | 28    | 27       | 2.59     | 1.04    |
| 1989      | 巨人      | 19    | 12    | 2     | 2     | 1        | 7     | 3     | 0        | --          | .700  | 334   | 88.0     | 62       | 7           | 21       | 1     | 0        | 71       | 1     | 0        | 23    | 23       | 2.35     | 0.94    |
| 1990      | 巨人      | 23    | 19    | 4     | 1     | 0        | 11    | 5     | 0        | --          | .688  | 531   | 130.1    | 116      | 12          | 37       | 2     | 1        | 106      | 5     | 0        | 50    | 42       | 2.90     | 1.17    |
| 1991      | 巨人      | 27    | 13    | 3     | 0     | 0        | 6     | 5     | 0        | --          | .545  | 495   | 113.2    | 120      | 18          | 35       | 1     | 2        | 78       | 1     | 0        | 64    | 58       | 4.59     | 1.36    |
| 1992      | 巨人      | 13    | 3     | 0     | 0     | 0        | 0     | 2     | 0        | --          | .000  | 134   | 26.1     | 40       | 6           | 15       | 0     | 0        | 27       | 0     | 0        | 27    | 26       | 8.89     | 2.09    |
| 1993      | 巨人      | 22    | 16    | 2     | 0     | 0        | 8     | 7     | 0        | --          | .533  | 411   | 100.0    | 87       | 7           | 30       | 0     | 5        | 59       | 3     | 0        | 42    | 39       | 3.51     | 1.17    |
| 1994      | 巨人      | 21    | 11    | 1     | 1     | 0        | 2     | 3     | 1        | --          | .400  | 314   | 70.2     | 79       | 7           | 32       | 0     | 3        | 40       | 0     | 0        | 41    | 35       | 4.46     | 1.57    |
| 1995      | 近鉄      | 20    | 12    | 1     | 0     | 0        | 2     | 5     | 0        | --          | .286  | 307   | 69.2     | 84       | 5           | 25       | 2     | 3        | 39       | 1     | 0        | 42    | 38       | 4.91     | 1.56    |
| 1996      | 近鉄      | 4     | 4     | 0     | 0     | 0        | 0     | 3     | 0        | --          | .000  | 72    | 14.0     | 27       | 5           | 4        | 0     | 0        | 6        | 0     | 0        | 15    | 15       | 9.64     | 2.21    |
| 1997      | 近鉄      | 18    | 18    | 0     | 0     | 0        | 9     | 4     | 0        | --          | .692  | 463   | 107.1    | 123      | 7           | 26       | 0     | 3        | 58       | 1     | 0        | 45    | 44       | 3.69     | 1.39    |
| 1998      | 近鉄      | 23    | 14    | 0     | 0     | 0        | 4     | 5     | 0        | --          | .444  | 402   | 89.0     | 110      | 15          | 28       | 1     | 3        | 40       | 1     | 3        | 54    | 49       | 4.96     | 1.55    |
| 1999      | 近鉄      | 55    | 0     | 0     | 0     | 0        | 5     | 4     | 8        | --          | .556  | 408   | 99.2     | 98       | 4           | 18       | 5     | 3        | 67       | 1     | 0        | 33    | 27       | 2.44     | 1.16    |
| 2000      | 近鉄      | 28    | 0     | 0     | 0     | 0        | 6     | 2     | 0        | --          | .750  | 166   | 37.2     | 43       | 2           | 9        | 2     | 1        | 21       | 1     | 0        | 19    | 17       | 4.06     | 1.38    |
| 2001      | 近鉄      | 36    | 0     | 0     | 0     | 0        | 2     | 3     | 1        | --          | .400  | 188   | 47.2     | 41       | 10          | 7        | 0     | 1        | 24       | 0     | 0        | 24    | 21       | 3.97     | 1.01    |
| NPB：16年 | NPB：16年 | 350   | 133   | 15    | 5     | 1        | 67    | 54    | 11       | --          | .554  | 4690  | 1110.2   | 1118     | 114         | 320      | 18    | 26       | 738      | 17    | 3        | 518   | 471      | 3.82     | 1.29    |

- 「-」は記録なし

### 表彰
- 月間MVP：1回（投手部門：1990年8月）
- 日本シリーズ優秀選手賞：1回（1989年）

### 記録
初記録
- 初登板：1985年6月9日、対中日ドラゴンズ11回戦（ナゴヤ球場）、9回裏に2番手で救援登板・完了、1回無失点
- 初奪三振：同上、9回裏に藤波行雄から
- 初勝利：1986年5月1日、対中日ドラゴンズ5回戦（ナゴヤ球場）、4回裏1死に3番手で救援登板、4回2/3を無失点
- 初セーブ：1988年6月5日、対横浜大洋ホエールズ10回戦（東京ドーム）、9回表に4番手で救援登板・完了、1回無失点
- 初先発・初完投勝利・初完封勝利：1988年6月14日、対ヤクルトスワローズ10回戦（明治神宮野球場）

節目の記録
- 1000投球回数：1999年8月17日、対西武ライオンズ19回戦（西武ドーム）、9回裏2死目に伊東勤を一飛で達成 ※史上280人目

その他の記録
- オールスターゲーム出場：1回（1997年）

### 背番号
- 48（1984年 - 1994年）
- 12（1995年 - 2001年）
- 70（2002年 - 2003年）
- 89（2004年 - 2005年）
- 72（2006年 - 2011年）
- 87（2013年 - 2014年）
- 90（2015年 - 2020年）

## 参考資料
- 矢崎良一『元・巨人: ジャイアンツを去るということ』ザ・マサダ、1999年。ISBN 491597779X。